# Pak Chol-jin
Pak Chol-jin (* 5. September 1985 in Pjöngjang) ist ein nordkoreanischer Fußballspieler.

## Karriere
Pak tritt international als Spieler der Sportgruppe Amrokgang in Erscheinung, dem Klub des Ministeriums für Staatssicherheit.
Der Defensivakteur gehört seit 2003 zum Kader der nordkoreanischen Nationalmannschaft und kam in der Qualifikation zur WM 2006 zu vier Einsätzen. 2005 und 2008 gehörte Pak zum Aufgebot bei der Finalrunde der Ostasienmeisterschaft, 2010 scheiterte er mit dem Team bereits in der Qualifikationsrunde. Für die nordkoreanische U-23-Auswahl stand er 2007 mehrfach in der Qualifikation für die Olympischen Spiele 2008 auf dem Platz, schied mit dem Team aber in der letzten Qualifikationsrunde aus.
In der erfolgreichen Qualifikation für die WM 2010 kam er zu zwölf Einsätzen und blieb im Defensivverbund mit Cha Jong-hyok, Ri Jun-il, Pak Nam-chol und Ri Kwang-chon in acht dieser zwölf Partien ohne Gegentreffer.